# Яновский, Авром
Авром Яновский (англ. Avrom Yanovsky; 1911, Кривой Рог, Херсонская губерния — 1979, Торонто) — канадский художник-график, карикатурист. Отец музыканта и ресторатора Залмана Яновского.

## Биография
Родился в 1911 году в местечке Кривой Рог. В 1913 году в двухлетнем возрасте с семьёй переехал в Канаду.
Получил образование в IL Peretz Shule и Технической средней школе Святого Иоанна в Виннипеге. Брал уроки в Виннипегской школе искусств и после переезда в Торонто в Художественном колледже Онтарио.
В подростковом возрасте вступил в Коммунистическую лигу молодёжи в Виннипеге, став пожизненным членом Коммунистической партии Канады.
В 1938—1939 годах посещал Американскую школу художников в Нью-Йорке.
19 декабря 1944 года родился сын Залман.
В 1958 году назначен редактором английской секции канадского еврейского еженедельника Vochenblatt.
В 1966—1967 годах — президент Канадского общества графического искусства.
Умер в 1979 году в Торонто.

## Творческая деятельность
Известен под псевдонимом Авром, хотя некоторые из работ были подписаны как Арманд, Ричардс или Тиноди.
В 1930-е годы карикатуры и иллюстрации Яновского появлялись в левых периодических изданиях, таких как Masses и New Frontier, и в партийных газетах, таких как The Worker и его преемник Daily Clarion. В 1940—1970-е годы публиковался в Canadian Tribune и ряде союзных и этнических газет и левых журналов.
Своими карикатурами изобличал безработицу, бедность, фашизм, расизм и капитализм, продвигали профсоюзы, права человека, антиимпериализм и другие идеи, в том числе к 1950-м годам канадский национализм, мирное сосуществование и ядерное разоружение. 
«Хотя он не очень известен широкой публике в Канаде, — говорится в истории политических карикатур, опубликованной в 1979 году, — его работы воспроизводились в многочисленных социалистических изданиях по всему миру в течение последних сорока лет».
Хотя Яновский известен в основном как карикатурист, он также выставлял эскизы, рисунки и литографии на ежегодных выставках, проводимых Канадским обществом графического искусства. В 1952 году издал фолиант литографий.
Во время краткого расцвета канадских комиксов в 1940-х годах создавал рассказы и рисунки для нескольких серий, опубликованных Bell Features. Разрабатывал костюмы и декорации для сценических постановок, особенно связанных с Обществом взаимной выгоды Трудовой лиги, позже входившим в состав Объединенного еврейского народного ордена, активным членом которого он был.
На протяжении всей своей карьеры проводил занимательные беседы на политические, исторические и библейские темы перед детскими классами, профсоюзными собраниями и другими аудиториями.
Стал известен фреской с изображением канадского врача Нормана Бетьюна, которую завершил в 1964 году для демонстрации в штаб-квартире Коммунистической партии в Торонто. В последние годы на нескольких веб-сайтах были размещены примеры его творчества, в том числе фотографии росписи Бетьюна.
В 2005 году в галерее Сэмюэля Дж. Закса в Торонто прошла выставка политических карикатур Яновского. Куратор Анна Хадсон заявила: «Что удивительно в его политических карикатурах, так это то, насколько актуальными остаются сообщения».